# Vic Toweel
Pour les articles homonymes, voir Toweel.
Vic Toweel est un boxeur sud-africain né le 12 janvier 1928 à Benoni et mort le 15 août 2008.

## Carrière
Champion d'Afrique du Sud des poids coqs puis des poids plumes en 1949, il devient champion du monde des poids coqs en battant aux points en 15 reprises Manuel Ortiz le 31 mai 1950. Toweel conserve son titre aux dépens de Danny O'Sullivan, Luis Romero et Peter Keenan avant d'être mis KO au 1er round par l'Australien Jimmy Carruthers le 15 novembre 1952. Il met un terme à sa carrière en 1954 sur un bilan de 28 victoires, 3 défaites et 1 match nul.

## Référence
1. ↑  (en) Vic Toweel vs. Jimmy Carruthers (boxrec.com)